# Roberta Rodeghiero
Roberta Rodeghiero (* 7. April 1990 in Schio, Venetien) ist eine italienische Eiskunstläuferin, die im Einzellauf startet.
Roberta Rodeghiro bestritt 2011 ihre erste Weltmeisterschaft, 2013 nahm sie erstmals an einer Europameisterschaft teil.

## Ergebnisse (Auswahl)
| Wettbewerb/Saison            | 2006/07 | 2007/08 | 2008/09 | 2009/10 | 2010/11 | 2011/12 | 2012/13 | 2013/14 | 2014/15 | 2015/16 |
| ---------------------------- | ------- | ------- | ------- | ------- | ------- | ------- | ------- | ------- | ------- | ------- |
| Weltmeisterschaften          | -       | -       | -       | -       | 31.     | -       | -       | -       | 20.     | 16.     |
| Europameisterschaften        | -       | -       | -       | -       | -       | -       | 27.     | 11.     | 8.      | 5.      |
| Italienische Meisterschaften | 7.      | 4.      | 5.      | 6.      | -       | 3.      | 4.      | 3.      | 2.      | 2.      |